# Берденников Михайло Андрійович
Михайло Андрійович Берденников (30 жовтня 1919, Архангельськ — 14 жовтня 1990, Київ) — український музикант, хормейстер, педагог. Професор (1977). Заслужений артист УРСР (1951). Майже 40 років — викладач Київської консерваторії (1946—1964; 1969—1990), наставник більш ніж 30 заслужених і народних артистів України, діячів мистецтв.
Головний хормейстер Київського театру опери та балету (1949—1951). Працював в різноманітних музичних закладах усього СРСР: від Казані до Донецька. Учень професора Григорія Компанійця. Член Художньої ради Будинку органної та камерної музики.

## Життєпис
Народився 30 жовтня 1919 року в Архангельську, РСФРР, в родині службовця. В 1930-му році родина переїхала до Казані, де Михайло Берденников у 1941-му році закінчив Казанське музичне училище, в якому працював з 1937-го року концертмейстером та педагогом з обов'язкового (загального) фортепіано.
Після закінчення училища вступив на історично-теоретичний факультет Свердловської консерваторії. З 1942-го по 1944-й рік працював другим хормейстером капели Свердловської державної філармонії.
В 1944-му році перейшов на диригентсько-хоровий факультет Київської консерваторії, яка на той час перебувала в евакуації у Свердловську. Закінчив консерваторію з відзнакою вже після війни, в Києві, в 1946-му році — клас професора Григорія Компанійця.
З 1944-го року 25-річний студент Михайло Берденников — хормейстер Київського театру опери та балету, перша опера — «Наймичка» Михайла Вериківського.
Після закінчення консерваторії розпочав свою роботу в її стінах — спочатку асистентом кафедри хорового диригування, потім аспірантом до класу Натана Рахліна, ще пізніше аспірантом-симфоністом до класу Олександра Климова.
Через зайнятість в консерваторії був тимчасово звільнений з посади хормейстера в театрі оперу та балету, відновлений в 1949-му році з підвищенням — 30-річний аспірант Михайло Берденников став головним хормейстером театру. В цей період за участі Берденникова створені опери «Галька», «Аїда», «Богдан Хмельницький», «Князь Ігор».
Закінчив аспірантуру в 1950-му році. Паралельно диригував різноманітні оперні вистави в Оперній студії консерваторії, зокрема, «Царева наречена» та «Алєко». В 1952-му році, після виходу на заслужений відпочинок професора Компанійця, Михайло Берденников обійняв посади викладача кафедри хорового диригування консерваторії та головного хормейстера Оперної студії. З 1954-го року — старший викладач, з 1957-го — доцент.
З 1959-го року деякий час працював у Державній капелі бандуристів УРСР. В 1964-му році звільнився з Київської консерваторії, за особистим запрошенням Арсенія Котляревського переїхав до Новосибірську, де розпочав роботу в місцевій консерваторії: спочатку професором кафедри хорового диригування, потім її завідувачем. В цей період, за участі Михайла Берденникова, в Новосибірську поставлена опера «Травнева ніч».
В 1967-му році переїхав до Ростову-на-Дону, впродовж двох років викладав диригування та читання хорових партитур в Ростовському державному музично-педагогічному інституті, паралельно протягом року був педагогом Донецького музично-педагогічного інституту.
В 1969-му році, на прохання свого учня, директора театру опери та балету Володимира Колесника, повернувся до Києва, де знов працював хормейстером у театрі. Відтоді ж повернувся і на кафедру диригування Київської консерваторії, в якій викладав вже до останніх днів життя.

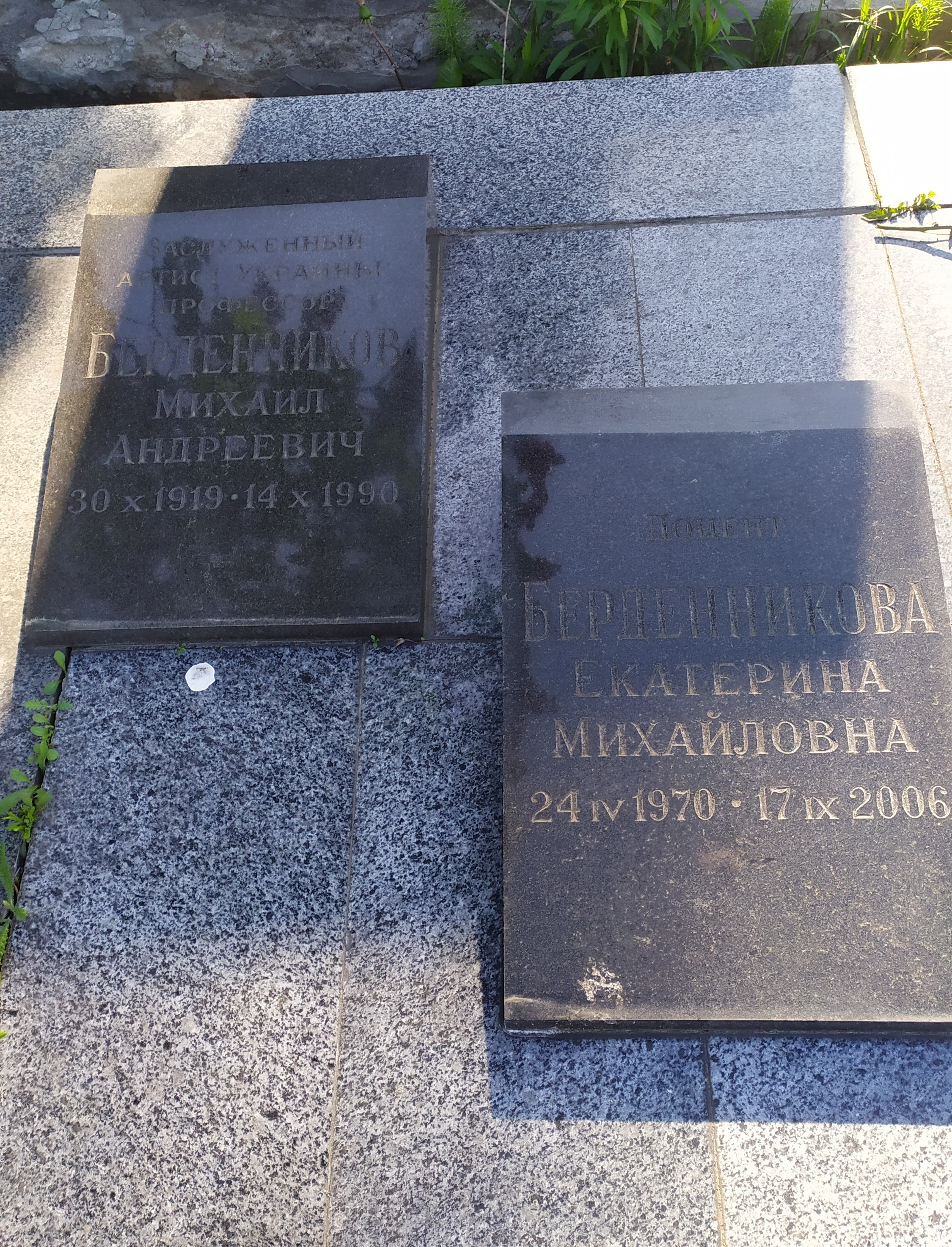
Могила Михайла Берденникова та його доньки, Байкове кладовище

В 1977-му році здобув вчене звання професора. Останні десять років життя — член Художньої ради Будинку органної та камерної музики. Помер на 71-му році життя 14 жовтня 1990 року. Похований на Байковому кладовищі разом із донькою.
У 2019-му році, за ініціативи професора Дмитра Радика, в Київській консерваторії (нині — музичній академії ім. П. І. Чайковського) була встановлена меморіальна дошка в пам'ять про Михайла Берденникова.

### Особисте життя
Дружина — Зоя Томсон, учениця Михайла Берденникова, заслужений діяч мистецтв України, художній керівник камерного хору Київської муніципальної академії музики імені Р. М. Глієра.
Донька — Катерина Берденникова (1970—2006), музикознавиця, кандидат мистецтвознавства, дослідниця творчості Й. С. Баха. Передчасно пішла з життя у віці 36 років.

## Наукова та педагогічна діяльність
У 1970-х—1980-х роках займався науково-дослідною роботою, укладав і редагував збірки музичних творів, зокрема, «Палестрина. Хорові твори» (1972) та «Й. С. Бах. Мотети» (1974). Автор декількох наукових робіт: «Про деякі методичні проблеми у класі хорового диригування», «Заметки по хоровому интонированию. К вопросу об основах методики репетиционной работы» тощо. Дослідник творчої спадщини митців епохи Відродження та Бароко: Палестрини, Баха, Орландо ді Лассо, Жоскена Депре, Андреа та Джованні Габрієлі.
Наставник більш ніж 30 народних і заслужених артистів України, діячів мистецтв. Серед них — Анатолій Навроцький, Тетяна Копилова, Віталій Скакун, Володимир Волонтир, Дмитро Радик, Володимир Колесник, Василь Мойсіюк, Володимир Курач та багато інших.